# 無敵冒険シャクマ
無敵冒険シャクマ（むてきぼうけんシャクマ）は計奈恵の少年漫画作品。

## 作品概要
エニックス（現スクウェア・エニックス）社が発行している少年向け漫画雑誌『月刊少年ガンガン』に1991年9月号から1994年3月号まで連載の上で、雑誌刊行元のガンガンコミックスレーベルより単行本が全4巻で発刊された作品。現在はマンガ図書館Zにて単行本単位で電子書籍化および無料配信されている。
魔法が常用される世界観を持つ異世界である世界樹エバーグリーンを舞台に、主人公である剛魔神一族の長老の孫（要は王子）である暴れん坊の少年シャクマが、謎を秘めた獣人の少女アネスと共に、エバーグリーンに秘められた謎を追って旅をするハイ・ファンタジー作品。当初はアネスに秘められた謎を追う物語であったが、ストーリーが続くにつれてエバーグリーンの滅亡とそれを防ぐための戦いの物語へと変わっていった。

## あらすじ
かつてエバーグリーンでは神の末裔と言われた2つのヒューマノイド種族によって、世界を治める権限が争われていた。一つは知性に長けて魔法を多用し背中に羽を持って空を飛ぶシャーマン族。もう一つは強力な体と強き力を持って自然を味方とし頭に角を持つ剛魔神族であった。二つの種族の争いは、力無き他の種族たちをも脅かし、苛烈を極めた。しかしエバーグリーンに危機が訪れた時に目覚めると言われる伝説の戦士がシャーマン族に生まれ落ち、その力によって争いは終結。戦いに勝利したシャーマン族が世界を治め、敗北した剛魔神族は世界の果てである「封魔山」に追いやられ、そこでひっそりと血族を保つ程度に生存を許された。それも人間の感覚で言えば、遠い昔の事であった。
両種族の戦いから時を置いた現在。剛魔神の村でも一番の暴れん坊であるシャクマは「俺より強い奴に会いに行く」という欲求の果てにシャーマン族の伝説の戦士と戦わんとして村の掟を破り結界を飛び出そうとしては、長老たちに押さえつけられる日々を送っていた。しかし成長するシャクマの力は、もはや村人にも押さえつけられるかどうか、きわどいレベルまで達していた。今日も今日とて長老たちによって牢屋に閉じ込められていたシャクマだったが、持ち前の成長する力によって牢屋をぶち壊し脱獄してしまう。村の人々の迷惑など顧みず、もはや村を出てシャーマンの王に元に行き勝負を挑もうと考えていたシャクマだが、そんな彼の元にシャーマンの都であるイシュタルの方角の空から一条の光が飛び、シャクマの元へと突撃してきた。光の正体は、なぜか魔法でシャクマの元へと飛ばされてきた獣魔人の少女アネス。彼女は自身がなぜ飛ばされたのか、なぜシャクマの元にいるのか思い出せない記憶喪失の状態に陥っていた。
心細さに泣くアネスを放っておけず、渋々やむなく村に連れ帰ったシャクマだったが、時を置かずしてアネスを狙いシャーマン族の姫であるラブレスが部下であるスピアとランスと共に、使いの精獣（怪獣）ヒドラを差し向けて剛魔神の村を襲った。シャクマの奮迅によってヒドラは撃退されラブレスたちは体制を整えるために退却したが、村人たちはヒドラの能力によって石に変えられ、村は壊滅状態になってしまう。ヒドラの石化を解除できるのはシャーマン王の持つ特殊な魔法だけ。長老はシャクマに王への遣いとなる事を許し、アネスもまた自身に秘められた「記憶の謎」を解くためにシャクマの旅に同行するのだった。

## 登場人物

### シャクマ一行
シャクマ
剛魔神一族の王子で同一族の元に生まれ落ちた伝説の戦士。戦う事しか考える事が出来ない戦闘狂で、実際、生まれ持った剛力は天下一品である。だがアネスと共に赴くイシュタルへの旅の中で、力で弱いものを虐げる者とその様に命すら落としてなお泣き続ける人々の姿や、力を追い求めたが末に自滅していく者の姿を目の当たりにし「本当の強さとは何か」という事に疑問を持つようになり、徐々に成長していく。
幼少期の、シャーマン族との戦争終結時、剛魔神族の降伏のあかしとして、力を封印されておりその影響で普段の姿は子どもなのだが、実年齢は14歳。作品初期は封印によって両腕が拘束されていた。力が増したことで腕を拘束していた封印の宝珠は腕に絡みついた形になって戦えるようになるが、アネスと王者の笛の力により封印が完全に解かれると本来の青年としての姿を取り戻す。
アネス
いきなりシャクマの元に振ってきたネコ型獣人（獣魔人）の少女。おしとやかで心優しいが、過去の記憶を失っている。必然的にパーティーの中でおさんどんを引き受け、本人もそれを喜んでいるが、実は料理経験も無いらしく出来上がる料理は命に係わるレベルでマズい。なぜか、シャーマン王が施したシャクマの本来の力の封印を部分的にではあるが解く事が出来る上、ラブレスの魔法にもある程度干渉が出来るなど、シャーマン王族と何らかのかかわりがあるかのような描写が当初からなされている。
影ラブレス
ランドールの魔法によって分けられてしまったラブレスの良心と愛情でありアネスの正体。他ならぬ本来のラブレスの心であり、それが実態を得た姿。記憶喪失であるのも、分かたれたラブレスの悪しき心の側がそれを独占していたためで、獣魔人の姿であったのは悪しき心のラブレスが「ラブレスは二人もいらない」と魔法によりその姿を変えさせたためである。ゆえに本来の姿はラブレスと瓜二つ。
真ラブレス
アネス（ラブレス）の本来の姿。アネスの心（ラブレスの良心）がラブレスの体の中で打ち勝ち、本来の姿を取り戻した状態。長い金髪に翠の瞳、背中に4枚の翅を持つグラマラスな美女。
イルベス
シャクマたちが旅の途中で出会った人間種族の少年。普段は狩人として生計を立てており、弓矢の腕は抜群である。本作世界観での人間種族はシャーマン族と剛魔神族の争いに翻弄された「力無き弱者」であり、その上で住んでいる村が、シャーマンの魔法を使う男ラセツの横暴に悩まされていたために、当初はシャクマたちを嫌っていた。（ラセツが魔法で他種族から変異させられた獣魔人を使役していたり、シャクマが戦い以外に興味を示さないために当初は人間の村を見捨てようとしたのが原因）だが、アネスに惚れ込んでシャクマたちと関わるうちに偏見が徐々に軽減されていく。年頃の少年らしく異性に対しては異様に惚れっぽく、後にホーリーにも色目を向けるようになり、どちらを選ぼうかと本気で悩んだあげく、アネスがシャクマ一筋となっている事もありホーリーに対して誠意を向けるようになる。
ミーくん
シャクマたちの元に迷い込んできた火吹き竜の子ども。普段は小動物程度の大きさでラブリーだが、ダメージを受けると本来の姿を現して炎を吐く。大喰らいで悪食のためアネスの作るクソマズイ食事も一気にたいらげる。そのためアネスに懐くようになる。
ホーリー
旅の途中で突然、シャクマたちのパーティーに飛び込んできた人間種族の少女で「絶対平和主義」を唱えるショーリン教の巫女。ショーリン教自体は「平和を唱えるための実効力」として独自の拳法も教えているため、拳士としての側面も持つ。「戦う事しか考えないサイテーな剛魔神の王子にショーリンの愛を説き、戦いを捨てさせる（それができてこそ、ショーリンの教えを世に広める事が可能になる）」というドコか盲目的な目的でシャクマに近づいてきた。その事もありアネスとは当初「女の戦い」を繰り広げていくが、その中で友情も芽生えて行く。
高位のシャーマンでも難しいはずの魔法（精神の中に入り込む魔法など）を使う事ができるが、それもそのはず実はラブレスの侍女であるスピアの魔法による変装である。

### ラブレス一派
ラブレス
シャーマン族の王の娘、すなわち一族の姫君。非常に無邪気であるがそれゆえに残酷で、自分以外の存在に関しては、自身にとっての利用価値のあるなしで判断するきらいが大きい。用済みとなれば、たとえ親しい者でも、すぐさま切り捨てる外道だが、周囲の人々はそれを「姫であるがゆえの重責によるもの」であり「心で泣きながら厳しさで皆を律して下さっている」と捉えている。その周囲の弁によれば、子どもの頃は慈愛ある性格で、どんな者にも心優しい姫君だった過去がある。
その正体はランドールの魔法によって分割された、ラブレスが理性と良心と愛情によって抑えていた「悪しき欲望を優先させ刹那的な快楽を求める無邪気な心」と「ラブレス自身の記憶」であり、アネス（影ラブレス）を獣魔人に変えた張本人。
ラブレス（分離前）
幼い頃より心優しく慈愛に満ちた姫君だったが、戦争の記憶の余韻冷めやらぬ中で、世界の危機を前に本来なら手を組まねばならない剛魔神族を嫌い、憧れの人であったランドールの甘言に乗って実父であるイシュタル王を世界樹の中に封印してしまう。だが封印直前にシャーマン族の使命である「エバーグリーンの兄弟たちを守れ」と訴える父王の言葉で良心を取り戻しかけるも、ランドールの魔法によって上記の通り、そのままラブレスとして権勢を揮う「悪しきラブレス」と後にアネスとしてシャクマと冒険を繰り広げる「愛あるラブレス」に分割されてしまった。当然の事ながらスピアとランスが慕っていたラブレスはこの分離前のラブレスである。
新ラブレス
ラブレスがアネスを取り込み本来の力を取り戻した姿。当然の事ながら容姿は真ラブレスに準ずるが、アネスが戻れば彼女の心がラブレスの邪魔をするため、頭にアネスを抑え込むためのランドール製ティアラを頂いている。本来の力で封印されたままのシャクマを圧倒しトドメを刺そうとするが、その危機にアネスの意識が瞬間的に覚醒してシャクマの封印を解きアネス自身を封じたため、力が抑えられて元の「悪しきラブレス」に戻ってしまう。
スピア
ラブレスの幼馴染にして、彼女の持つ一部隊を指揮する侍女。ラブレスの優しさを信じて、彼女に仕えるが、一方で剛魔の戦士であるシャクマの存在を「何かを秘めた存在」として気にしているかのような描写もある。幼馴染さえ見捨てて暴走していくかのように見えるラブレスを疑う思いと、彼女への忠義や友として信じたい思いとの板挟みとなり、ランスがラブレスの指示で傷ついていく姿を見た事もあいまって、シャクマに賢者アグラの存在を教え導く。シャーマン族の「世界樹を守る」という（ほぼお題目と化している）使命を（一族には珍しく）純粋に信じている。
のちシャクマたちの動向を見張るため、魔法の力で人間の少女ホーリーに変身して彼らに同行する。だが、旅の中でラブレスがプリズナーを解き放った事を知り、さらに力無き人々を戦いに巻き込んでも何とも思わない同族の振る舞い、さらにそれに涙し悔しがって怒りを募らせるシャクマたちの姿に、シャーマン族の今の在り方が、その存在意義に照らして正しいかどうかの疑問を抱くようになる。その上で対プリズナー戦でアネスの心の中を除いた時、アネスの失われたはずの記憶の中に幼い頃の自分やラブレスの姿を見つけ、アネスの正体に関しておぼろげながらも真実に近づき、のちラブレスに拘束された際にはキッパリと「お前はラブレスじゃない！ あのやさしいラブレスをどこにやった！」と言い切った。
シャクマたちとの旅の中で、ホーリーとしてイルベスに好意を向けられるようになり、本人もそれまで色恋に縁が無かった身として彼の良くも悪くも己に正直な素朴さに惹かれて行く。最終的にはホーリーのランスとしての正体を知ってなお、自分のためにシャーマン族の本拠へと乗り込んでくれたイルベスの想いに感じ入り、彼を受け入れホーリーとして生きて行くことを誓った。
ランス
ラブレスの幼馴染にして、やはり彼女の持つ一部隊を指揮している兵士。頭に血が上りやすくラブレスを盲信している。ラブレスの言う事なら何も疑問は持たず、剛魔神に対しても偏見の目が大きい。だが、ラブレスがスピアに対して処刑を言い出す様を目の前にして、幼馴染と一族との間で板挟みに立たされる。それでもシャーマン族を裏切れず、イルベスの前に立ちふさがるが「非力な人間がスピアのために命を投げ出す覚悟で死地に赴いた」という事実に感じ入り、彼にスピアの投獄された牢の鍵を渡して彼女の事を託す。（イルベスが来なければ自身が周囲の目を盗んでスピアを助け出す心づもりであったようでもある）決戦後はラブレス達に代わり王を補佐するためイシュタルに残り、ふたたび旅立つ彼らを見送った。
ランドール
イシュタル軍の司令官の一人であり、自家の独自部隊を持つ事を許された貴族。ラブレスの婚約者。見目麗しい二枚目で、政治的にも武力的にも魔力的にも十分な実力を備え、時代の王を嘱望される、その姿は幼いラブレスの昔からの憧れで現在も常に彼女と共にある。実は危険すぎる野心の持ち主で、王たるラブレスの父がエバーグリーンの維持のために伝説の戦士としての力を使い続けて加速度的に老いていた事に気付き、他ならぬラブレスをそそのかして封印させた張本人。さらにラブレスの心を自身に忠実たる「欲望と悪」（ラブレス）と一方でそれを邪魔する「良心と愛情」（アネス）に分割し、その「良心」を抹殺しようとした。その目的は「世界樹が滅んだ後に自身が支配者となり、自らに都合の良い世界を作り出す」ことであり、そのための「箱舟」と呼ばれる巨大宇宙船となる蟲型生命体すらも秘密裏に建造させていた。早い話が本作全騒動の黒幕である。

### その他の人々
ラセツ
イルベスのいる村および、その近在の人間の里を暗黒杖で襲い、村を焼き払った上に村人を獣魔人に変異させていた魔人。実は以前の戦争でシャーマン王に挑み破れて角を折られた壮年の剛魔神族であり、その復讐のために屈辱に耐えてラブレスに仕えていた。本来はシャーマン王との戦いの時に死んでいたが、生命珠の魔法により魔力を吹き込まれて命を長らえていた。人間の村を襲っていたのはラブレスがシャクマに情報を与えないために行っていた策略ゆえの事であり、弱き者である人間を虐げる事は本意ではなかった。ラブレスの持つ「生命珠」に継続的に魔力を吹き込まれないと、命が尽きて死んでしまう不安定な存在でもある。のち、ラブレスに見捨てられて倒れるも、生命珠に残された最後の力（本当はアネスが吹き込んだ魔力）を振り絞って、これまでの罪滅ぼしのためにラブレスが起こした山の噴火からシャクマたちと人間の村を助けた。
少年ラセツ
占い師サンドラの元でシャクマたちに合流したラセツの少年態。生命珠に残っていたアネスの魔力を節約するために、力は劣るが身軽である少年の姿をしている。存えながらも残った命でシャクマに自身の知る剛魔の最終奥義「鬼光剣」の存在を伝えるために一向に合流した。相変わらずシャーマン王への復讐（再戦）を願っていたが、最終決戦で肝心のシャーマン王が加齢の果てに老いていた事を知り「自分が屈辱に耐えてきたのは、こんなくたばりぞこないを倒すためではない！」と涙する。最後の最後で世界樹を見捨てて飛び立つランドールが放ったトドメの一撃から、シャクマとシャーマン王を庇った。仇敵と思い倒す事を夢見ていたシャーマン王を庇う自らの姿に苦笑するものの、ランドールに挑む果てに未来へと歩むシャクマの背中に、永遠の希望の姿を見て彼に自らの生命珠を託し、満足して本当の死を迎えた。
シャーマン王イシュタル
先の戦争でシャーマン族に勝利をもたらし、シャクマの力を封印した伝説の戦士のひとり。だが、その正体は常にベールの向こうにあり、謎に包まれている。実はラブレスとランドールの力で生み出された傀儡。
謎の声
イシュタルへのゲートの前でアネスに語りかけてきた謎の声。アネスを「我が娘」と呼ぶ。先の戦争時に降臨した本来のシャーマン王その人であり、伝説の戦士の力で長きに渡り世界樹エバーグリーンの寿命を存え続けてきた。だが、加齢により力が衰えてきたことをランドールに気取られ、そのままラブレスによって世界樹の内部へと封印されてしまう。だが、最後の力を振り絞り、ランドールの魔法によって分かたれたラブレスの半身であるアネスをシャクマの元に飛ばし、メッセージを伝え続けていた。
アネスによって自身に降りかかった封印を解けというラブレスの懇願を叶える代わりに最後の力でアネスを封じていたティアラを破壊した。シャクマの力で世界樹が延命したあとは罰という形でラブレスをアネスの姿に変えて修行に出し、力を取り戻したシャクマと共に帰ってくるの待っている。
賢者アグラ
遥か昔、シャーマンと剛魔人のそれぞれに世界を良き方向に導くための力を与えたと言われる大賢者。だが与えた力で争いを始めた両種族に愛想を尽かして、ガネーシャの山に隠れ住んだと言われる。その正体は他ならぬガネーシャの山を甲羅に持つ巨大な双頭の亀であるアグラ・モーゼとアグラ・モーグの兄弟である。
アグラ・モーグ
2人のアグラのうちの弟賢者。刺激を好み、誰かが死ぬことさえ無ければ争い競う事も容認はする。そのため出会って当初はアネスとホーリーをけしかけてケンカさせた。
アグラ・モーゼ
2人のアグラのうちの兄賢者。純粋に競う事を含めた争いそのものを嫌う厳格な賢者。アネスの正体を一目で見抜き、彼女とシャクマの絆にエバーグリーンの未来を見た事で、彼らに知恵を授ける決意をする。

## 用語

### 種族
剛魔神族（ごうまじんぞく）
エバーグリーンの外れ封魔山に住む一族。神の末裔とされる2種族のうちの1つで、壮絶な剛力とタフネスを誇り、風や雷などの自然現象を味方にできる。頭には角が生えており、剛魔神族にとって頭の角は一族を象徴する誇りとされていて、触れられることを嫌いあまつさえ折られる事は一族を捨てねばならぬほどの恥であるとされる。
一族、特に少年期から青年期にある者はシャクマにも見られるように、非常に好戦的で戦闘狂な性質を持っているが、大抵は幼少期の村での教育で矯正される。シャクマは王子として人より強い力を備えて生まれたため、特にその傾向が強い。そのため（以前のシャーマン族との戦争の結果もあり）他種族からは嫌われやすく「所かまわず暴れ狂う厄介な一族」と誤解されていたりもする。
シャーマン族（しゃーまんぞく）
神の代行者としてエバーグリーンを支配している一族。剛魔神族と同じく神の末裔とされる2種族のうちの1つ。本来は知性を重んじる温厚な一族で、自然の法則を歪めて起こす魔法を操る。背中には虫・鳥類・コウモリなどを模した羽が生えており、これを用いて空を飛ぶことができる。
前述のとおり、本来は平和を愛する温厚な一族であり、剛魔神族との戦いも荒ぶる剛魔たちを鎮めるため、という意図が大きかった。しかし先の戦争でシャーマン族に伝説の戦士が誕生した事やその結果として勝利を得た事で奢り高ぶり、支配者としての権力と戦争で強大になった魔法の力を用いて他種族を虐げるようになっていった。
プリズナー
シャーマン族の中で限度を超えて力を追い求め、あげくに一族の誇りすらも捨て去って他者に害を成すようになった事から、シャーマン王によって封印された一派の事。本来はシャーマン族の中でも様々な要因により魔法の力や体力そのものが先天的に弱かった者であり、それゆえに虐げ続けられたがために他のシャーマン族を嫌い、強さを求めるようになった者たちである。このような成り立ちからプリズナー同士では仲間意識は強い。また「力こそ全て」の信条を持つが故に戦いの結果に対する恨みはあえて持ち越さない。
人間（にんげん）
エバーグリーンに広範に繁栄している種族。剛魔神族やシャーマン族のように超常的な力は持っておらず、両種族の戦の際には荒れる世界に翻弄され続けていた。特別な力は持っていないが、適応力に関しては両種族よりも優れており、文明も町を築いて商業を行う程度（いわゆる中世レベル）には持ち合わせている。
獣魔人族（じゅうまじんぞく）
シャーマン族の使い魔ないしは愛玩動物として、付き従う種族。その正体はシャーマン族に獣化の魔法をかけられた知性種族（主にはシャーマン族やその使いに逆らった人間や、罪を犯したシャーマン族）が変異した姿である。元がシャーマン族への世代を超えた刑罰として生み出された種族であるため、基本的に「卑しい種族」と蔑まれる事が多い。

### アイテムなど
暗克杖（あんこくじょう）
剛魔神族が武器として使う錫杖。杖の先端には装飾の宝玉と環が設えられている。この輪は分離可能で戦いの中で投擲するチャクラムとして使用できる。
王者の笛シーク
アネスがイルベスの住む村で貰った、シャーマン王の力の一端が封じ込まれている笛。吹き矢が仕込まれていて護身武器にもなる。アネスが「釈魔翔来」の呪を唱えて笛を掲げる事で、シャクマの封印が解けて本来の姿が顕現する。ただし王者の笛での封印の解除は、正当な封印解除の手順とは異なるため、シャクマの封印を構成している数珠の宝珠が解いた者、すなわちアネスを拘束しダメージを与え続けてしまう。
生命球（せいめいきゅう）
ラセツが持つ魔力を充填させる事の出来る球。またはそれを利用した不死化の魔法。充填された魔力は施術を受けた者（この場合はラセツ）の生命力になり、これが外部から注ぎ込まれ尽きぬ限りは、その影響下にある者は不死身となる。反面、球に注ぎ込まれた魔力が枯渇したり球へ魔力を注ぎ込む者の意思で球からの魔力の供給を断たれたりした場合には、即座に体が煙を上げて朽ち果て死を迎える事となる。
鬼光術（きこうじゅつ）
剛魔神族の使う自然現象を操る力を高めて鬼光と呼ばれるエネルギーとして利用する術。シャクマが得意とする降雷術・神雷降臨などは強力だが、精度が低く無駄も多い。それに対して鬼光術はピンポイントで収束させたエネルギーを活用できる分制御が難しい。
鬼光剣（きこうけん）
鬼光術の最終奥義。あらゆる自然・生命の力を束ねて最強の剣とする術。シャクマは賢者アグラよりその存在を知らされて修行することになるが、プリズナーの襲来で中途半端な結果となり極める事が出来なかった。のち合流した少年ラセツと共に修行に励み、最終的にラセツから託された生命球のエネルギーをもって、シャクマにとっての「みんなを守るための力」として顕現する。

### 地理
封魔山（ふうまさん）
本作物語のスタート地点。世界の果て（辺境）にある剛魔神族の暮らす山岳地帯。
イシュタル
シャクマたちの目的地となるシャーマン族の都。世界樹の中心地にあるが、周囲には特殊な結界が張り巡らされており、通常の手段では行く事が出来ない。ここにたどり着くにはシャーマン族が作り上げたゲート門、もしくは「世界樹の花」によって自然に開く通路を通り抜ける必要がある。
世界樹エバーグリーン
本作の世界の根幹をなす大樹。宇宙に浮かぶ大樹であり、これの種が本作における太陽となる恒星の光を浴びて自身の枝葉を絡ませて惑星状に成長し、自身の体で水や空気を生み出し、その上に生命が宿り進化したものが本作の基礎世界である。現在は植物種としての寿命が近づいており、その最期の瞬間には自らを弾かせて多くの種子を宇宙にバラ撒くが、同時にその上に宿った生命すらも宇宙に放り出されてしまう。

## 書誌情報
『無敵冒険シャクマ』全4巻。ガンガン・コミックス（エニックス社）刊。定価全冊 400円/税込388円（当時）
1. 1993年2月22日初版発行 ISBN 4-87025-040-3
2. 1993年8月22日初版発行 ISBN 4-87025-052-7
3. 1994年1月22日初版発行 ISBN 4-87025-065-9
4. 1994年5月22日初版発行 ISBN 4-87025-082-9